# Şamaxı (Stadt)
Şamaxı (russisch Шемаха Schemacha, armenisch Շամախի Schamachi) ist eine Stadt in Aserbaidschan und Hauptstadt des gleichnamigen Rayons.
Die Stadt liegt westlich von Baku am Pir-Sagat und hat 41.000 Einwohner (Stand: 2021). 2014 betrug die Einwohnerzahl etwa 37.800. Davon sind etwa 75 % Aserbaidschaner, den restlichen Teil der Bevölkerung stellen vor allem Armenier und Russen. Şamaxı ist bekannt für seinen traditionellen Tanz, der Tanz von Şamaxı, der auch Ähnlichkeiten mit persischen Tänzen aufweist. Obwohl Şamaxı oft durch Erdbeben und in Schlachten beschädigt wurde, ist es reich an historischen und kulturellen Schätzen. Eines der ältesten Bauwerke ist die Djuma-Moschee, die im 10. Jahrhundert errichtet wurde.

## Geschichte

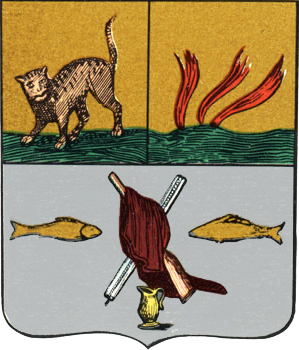
Wappen von Şamaxı unter dem Russischen Kaiserreich (1843 genehmigt)

Şamaxı wurde zuerst als Kamachia von dem ägyptischen Geografen Claudius Ptolemäus an der Wende vom ersten zum zweiten Jahrhundert erwähnt.
Im Mittelalter gewann die Stadt an Bedeutung und diente den Schirwanschah vom achten bis ins 15. Jahrhundert als Hauptstadt. Zudem lag sie an der Seidenstraße. Es war auch Hauptstadt des Khanats Schirwan, das auch als Khanat von Schemakha bekannt war. Der katholische Missionar und Entdecker Wilhelm von Rubruk kam auf seinem Rückweg vom Hof des Großkhans durch die Stadt. Im 16. Jahrhundert wurde es Sitz einer englischen Manufaktur. Nach Adam Olearius, der 1636/37 in der Stadt war, wurde die Stadt von „Persern, Armenern und etlichen Georgianern bewohnet/welche/wiewol jegliche Nation ihre absonderliche Sprache hat/doch in gemein/gleich auch in ganz Schirwan, Türckisch reden“.
Zu Beginn des 18. Jahrhunderts befand sich das Safawiden-Reich im Niedergang. Im Kaukasus rebellierten sunnitische Stämme, darunter die Lesgier, und plünderten die Region um die Stadt. Im August 1721 entließ Schah Sultan Hosein den Fürsten der Lesgier, Daud Khan, aus dem Gefängnis in Derbent, in der Hoffnung, er werde ihm mit seinen dagestanischen Verbündeten gegen die Invasion der Afghanen ins persische Kernland helfen. Daud Khan setzte sich an die Spitze eines Stammesverbandes, der gegen die persische Herrschaft und die Schiiten kämpfte. Am 15. August 1721 belagerte er Şamaxı. Nachdem sunnitische Stadtbewohner eines der Stadttore für die Belagerer geöffnet hatten, wurden tausende schiitische Einwohner massakriert und die Stadt geplündert, auch russische Händler kamen zu Tode. Die Russen, die an der Eroberung von persischem Gebiet am Kaspischen Meer interessiert waren, nutzten diesen Vorfall, um im Jahre 1722 den Russisch-Persischen Krieg zu beginnen. 1723 wurde die Stadt kurzzeitig russisch besetzt, dann osmanisch bis 1735. 1742 wurde Şamaxı durch Nadir Schah von Persien zerstört. Nadir Schah ließ zehn Kilometer westlich eine neue Stadt erbauen. Bald jedoch wurde die neue Stadt verlassen und das alte Şamaxı Residenz des Khans von Schirwan. 1805 wurden das Khanat und somit die Stadt Şamaxı vom Russischen Reich annektiert.
In diesem war es bis 1847 Teil der Provinz Kaspien, die aus der persischen Provinz Schirwan gebildet worden war. Ab 1846 war Şamaxı Hauptstadt des Gouvernements Şamaxı, das aus fünf Kreisen bestand. Zu dieser Zeit hatte die Stadt 21.000 Einwohner und besaß bedeutende Seiden- und Baumwollwebereien sowie Gerbereien.
Bis zum Erdbeben von 1859 war die Stadt die Hauptstadt der Provinz Şamaxı, danach wurde dies Baku, und die Stadt verfiel mehr und mehr.
1918 war Şamaxı Schauplatz eines Massakers von Kämpfern der Daschnakzutjun, die als Vertreter der neu errichteten Sowjetmacht auftraten, an der aserbaidschanischen Bevölkerung. Etwa 8000 Menschen wurden getötet.

## Rezeption
- Die Tänzerin von Schemacha. Novelle vom Grafen Gobineau. Deutsch [sowie mit einem Vorwort von] Rudolf Schlösser[9]. Philipp Reclam jun., Leipzig 1904; Textarchiv – Internet Archive.
- Nikolai Rimski-Korsakow: Der goldene Hahn. Oper in drei Akten (mit Prolog und Epilog). Libretto nach einem Märchen von Alexander Puschkin von Wladimir Bjelski.[10]

## Erdbeben
- 1191: Nach diesem Erdbeben wurde die Hauptstadt kurzzeitig nach Baku verlegt.
- 1667: Dieses Erdbeben wird als das schlimmste in der Stadtgeschichte betrachtet, es forderte über 80.000 Menschenleben.
- 2. Dezember 1859: Das Erdbeben verursachte die Verlegung der Provinzhauptstadt nach Baku.
- 1902: Das Erdbeben verursachte Schäden an der Djuma Moschee.

## Partnerstädte
- Iğdır, Türkei seit 2006

## Söhne und Töchter der Stadt
- İmadəddin Nəsimi (1369–1417/18), Dichter
- Gostan Zarian (1885–1969), Schriftsteller und Maler
- Leonti Gurtjew (1891–1943), sowjetischer Generalmajor und Held der Sowjetunion
- Abbas Mirsa Scharifsade (1893–1938), Schauspieler
- Fasila Samedowa (1929–2020), Chemikerin und Hochschullehrerin